# مركز العلوم الصحية بجامعة أوكلاهوما
مركز العلوم الصحية بجامعة أوكلاهوما [[إنج|University of Oklahoma Health Sciences Center]] هو فرع العلوم الصحية بجامعة أوكلاهوما. يقع في أوكلاهوما سيتي، وهي بمثابة المكان الرئيسي للتعليم للعديد من المهن الصحية في أوكلاهوما. وهو واحد من أربعة مراكز صحية فقط في الولايات المتحدة تضم سبع كليات مهنية. 
تشغل المباني التسعة عشر التي تشكل حرم مركز العلوم الصحية بجامعة أوكلاهوما مساحة 15 مبنى في أوكلاهوما سيتي بالقرب من مبنى الكابيتول في أوكلاهوما. يحيط بهذه المباني 20 مبنى إضافي متعلق بالصحة بعضها مملوكة لجامعة أوكلاهوما. مركز العلوم الصحية هو جوهر لمجمع أوسع يعرف باسم مركز أوكلاهوما الصحي. المرافق السريرية الرئيسية في الحرم الجامعي هي جزء من جامعة أوكلاهوما الصحية وتشمل مجمع مستشفى جامعة أوكلاهوما الطبي، ومستشفى الأطفال، وعيادات الأطباء الخارجيين وعيادات أطباء الأطفال، ومركز هارولد هام للسكري ومركز بيجي وتشارلز ستيفنسون أوكلاهوما للسرطان. يعد مركز أوكلاهوما سيتي الطبي أيضًا جزءًا من المرافق السريرية الرئيسية. 

## التاريخ
تأسست جامعة أوكلاهوما في نورمان في عام 1890م، قبل 17 عامًا من ولاية أوكلاهوما، من قبل الهيئة التشريعية الإقليمية في أوكلاهوما. في عام 1910م انتقلت كلية الطب في الجامعة الأمريكية المفتوحة لمدة عامين إلى مدينة أوكلاهوما وأصبحت برنامجًا مدته أربع سنوات.  تأسست مدرسة للتمريض بالقرب من العام المقبل، وتخرجت من الصف الأول عام 1913. في السنوات اللاحقة بني مستشفى جامعي جديد، وأنشئت كلية الدراسات العليا للعلوم الطبية الحيوية، وأنشئ مستشفى أوكلاهوما سيتي للمحاربين القدامى. كما أنشئت مدرسة للصحة العامة في عام 1967م، انقسمت بعد 12 عامًا إلى كلية للصحة العامة والرعاية الصحية. في عام 1971م أصبح مركز جامعة أوكلاهوما الطبي مركز العلوم الصحية بجامعة أوكلاهوما ووضعت جميع المدارس في حرمها على شكل كليات. ثم انتقلت كلية الصيدلة وهي أقدم برنامج احترافي في جامعة أوكلاهوما، من نورمان إلى أوكلاهوما سيتي بعد خمس سنوات. 

## المؤسسات

### مؤسسات رعاية المرضى
- المركز الطبي بجامعة أوكلاهوما [6]
- مستشفى الأطفال في المركز الطبي بجامعة أوكلاهوما [7]
- مستشفى أوكلاهوما سيتي لإدارة المحاربين القدامى [8]
- عميد معهد ماك ماك للعيون [9]
- مركز بيغي وتشارلز ستيفنسون أوكلاهوما للسرطان [10]
- مركز هارولد هام للسكري [11]
- معهد أوكلاهوما للدم [12]

### المؤسسات التعليمية والبحثية
- جامعة أوكلاهوما
  - كلية الطب
  - كلية طب الأسنان
  - كلية التمريض
  - كلية الحلفاء الصحية
  - كلية هدسون للصحة العامة
  - كلية الصيدلة
  - كلية الدراسات العليا
  - مكتبة روبرت م. بيرد للعلوم الصحية [13]
- معهد البحوث الطبية للأطفال [14]
- مؤسسة الصحة المشيخية [15]
- مؤسسة أوكلاهوما للبحوث الطبية

#### المدارس الثانوية
- أوكلاهوما كلية العلوم والرياضيات

### المؤسسات الحكومية
- مكتب كبير الفاحصين الطبيين [16]
- أوكلاهوما وزارة الصحة
- وزارة الصحة في أوكلاهوما للصحة العقلية [17]